# Rédange
Rédange (deutsch Redingen, luxemburgisch Réideng) ist eine französische Gemeinde mit 1004 Einwohnern (Stand 1. Januar 2022) im Département Moselle in der Region Grand Est (bis 2015 Lothringen). Sie gehört zum Arrondissement Thionville.

## Geographie
Die Ortschaft liegt 22 Kilometer nordwestlich von Thionville (deutsch Diedenhofen) an der Grenze zu Luxemburg auf einer Höhe zwischen 299 und 425 m. Das Gemeindegebiet umfasst 5,5 km².

## Geschichte
Bis 1602 hatte der Ort als Lehen zu Luxemburg gehört. Im Jahr 1766 wurde er zusammen mit dem Herzogtum Bar von Frankreich annektiert.
Nach dem Frieden von Frankfurt vom 10. Mai 1871 kam Redingen zusammen mit neunzehn weiteren Orten von Französisch-Lothringen durch Gebietsaustausch an Deutschland, wo es dem Bezirk Lothringen im Reichsland Elsaß-Lothringen zugeordnet wurde. Der Ort hieß damals amtlich Redingen i. Lothr., um ihn von der 40 km nördlich gelegenen gleichnamigen luxemburgischen Gemeinde zu unterscheiden. Westlich des Ortes befand sich das Dreiländereck zwischen dem Deutschen Reich, Frankreich und Luxemburg.
Das Gemeindewappen zeigt die Symbole der früheren Herrschaften über Rédange: der Bär der Abtei St. Maximin in Trier und der Löwe von Valcourt.
Von 1883 bis 1929 gab es in dem Dorf ein Hüttenwerk. Die Dillinger Hütte errichtete in Rédange 1861 einen ersten Hochofen. Es folgten 1881 und 1887 zwei weitere. Der Koks kam von der Ruhr. Das produzierte Eisen wurde in Dillingen verarbeitet.
Nach dem Ersten Weltkrieg musste die Ortschaft 1919 aufgrund der Bestimmungen des Versailler Vertrags an Frankreich abgetreten werden.

### Bevölkerungsentwicklung
| Jahr      | 1962 | 1968 | 1975 | 1982 | 1990 | 1999 | 2007 | 2019 |
| Einwohner | 1270 | 1074 | 922  | 837  | 904  | 820  | 895  | 995  |

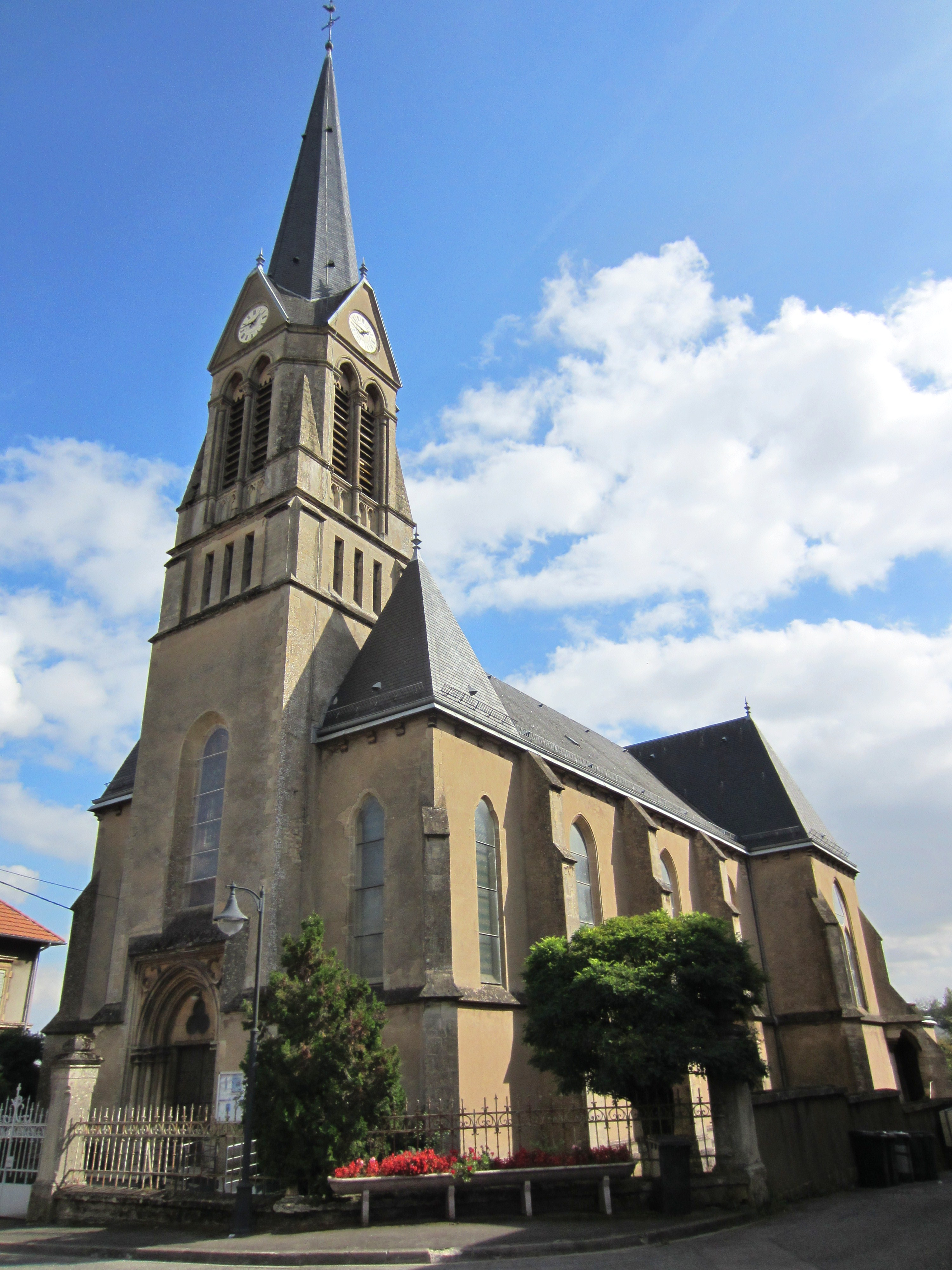
Kirche St. Peter
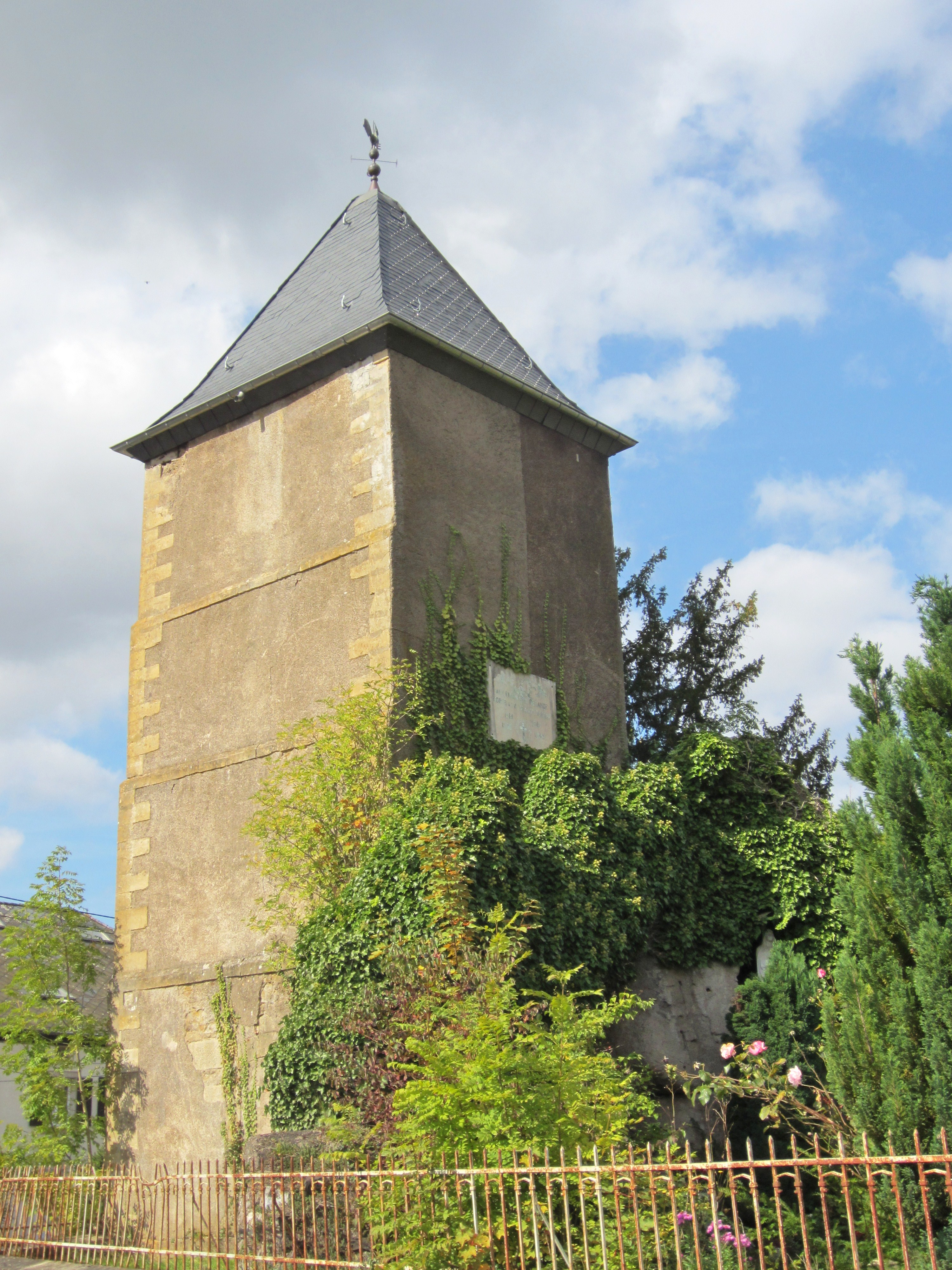
Ehemalige Kirche St. Quirinus
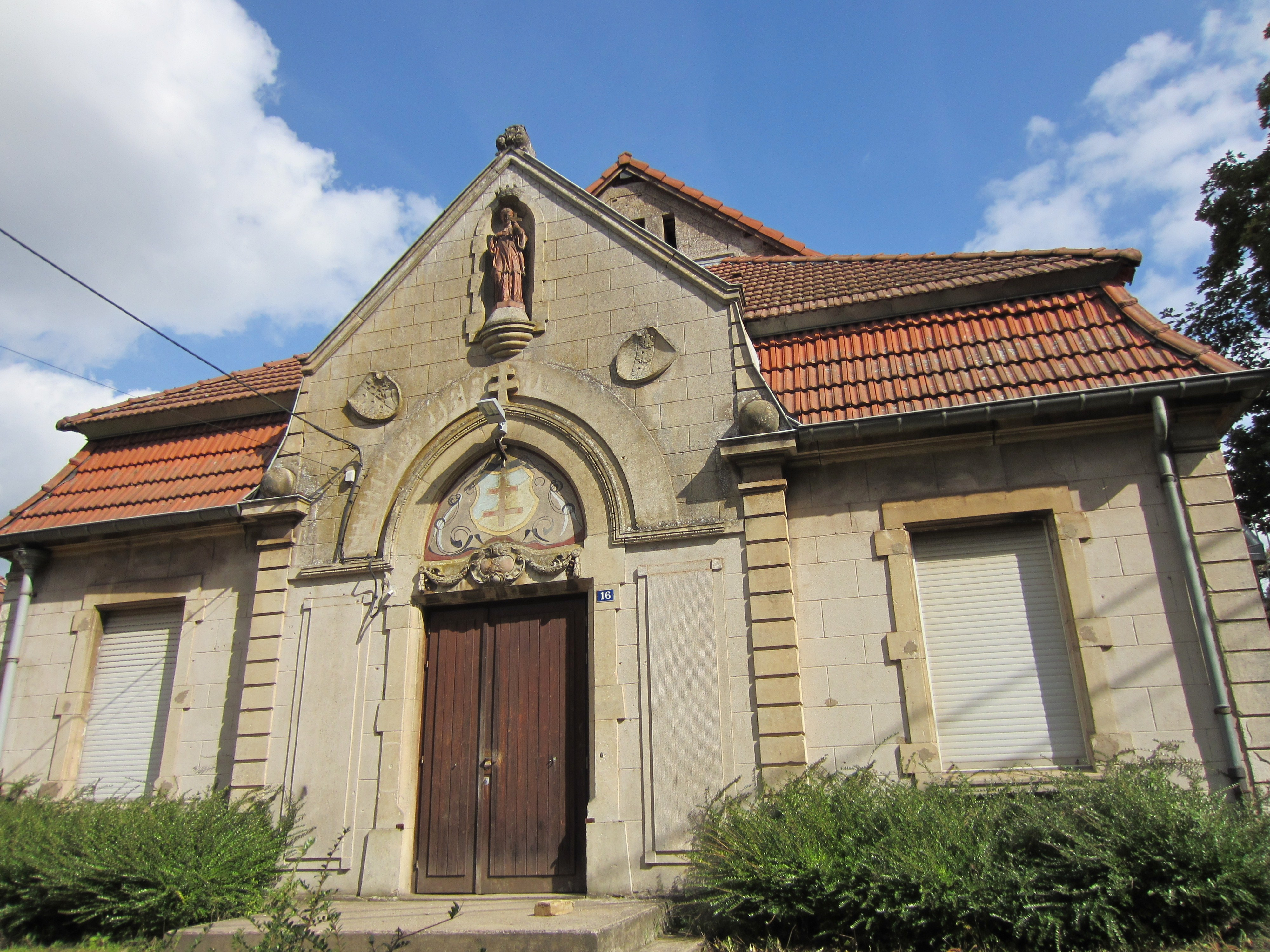
Festhalle der Gemeinde

## Persönlichkeiten
- Mathias Clemens (1915–2001), Radrennfahrer
- Pierre Clemens (1913–1963), Radrennfahrer

## Belege
1. ↑  Vollständiges geographisch-topographisch-statistisches Orts-Lexikon von Elsass-Lothringen. Enthaltend: die Städte, Flecken, Dörfer, Schlösser, Gemeinden, Weiler, Berg- und Hüttenwerke, Höfe, Mühlen, Ruinen, Mineralquellen u. s. w. mit Angabe der geographischen Lage, Fabrik-, Industrie- u. sonstigen Gewerbethätigkeit, der Post-, Eisenbahn- u. Telegraphen-Stationen u. geschichtlichen Notizen etc. Nach amtlichen Quellen bearbeitet von H. Rudolph. Louis Zander, Leipzig 1872, Sp. 77–78 unten (online).
2. ↑  Wappenbeschreibung auf genealogie-lorraine.fr (französisch)
3. ↑  www.memotransfront.uni-saarland.d